# Nototriche antoniana
Nototriche antoniana är en malvaväxtart som beskrevs av M. Chanco. Nototriche antoniana ingår i släktet Nototriche och familjen malvaväxter. Inga underarter finns listade i Catalogue of Life.